# Понсе Миранда, Нефтали
Луис Нефтали́ Понсе Миранда (исп. Luis Neftalí Ponce Miranda; 5 февраля 1908, Кито, Эквадор — ?) — эквадорский дипломат и государственный деятель, министр иностранных дел Эквадора (1948—1952 и 1963—1964), шахматист.

## Биография
Сын юриста Белисарио Понсе Борхи, в дальнейшем (1941) председателя Верховного суда Эквадора. Окончил Коллегиум Святого Гавриила в Кито.
В 1930 г. стал шахматным чемпионом своего родного города. В 1934—1936 гг. был консулом Эквадора в Шотландии. Принимал активное участие в работе шахматного клуба Глазго, входил в состав шахматной сборной Западной Шотландии, стал единственным победителем в матче одновременной игры Жака Мизеса. В 1936 г. выиграл одну из секций в турнире Ноттингемского шахматного конгресса (вершиной которого был выдающийся по составу гроссмейстерский турнир).
В 1936—1940 гг. консул в Вашингтоне. В составе сборной Эквадора участник шахматной олимпиады 1939 г. В этом соревновании выступал на 1-й доске. Сыграл 16 партий, из которых 3 выиграл (у У. Кордовы, Э. Эспинолы и Г. Вассо) и 2 свел вничью (с Дж. Моррисоном и Ф. Пинсоном). Также он потерпел 11 поражений: от Й. Эневольдсена, Т. ван Схелтинги, В. И. Микенаса, Б. Мёллера, Дж. О’Хэнлона, Л. Пьяццини, Э. Рояна, А. Аусгейрссона, Дж. Ф. О’Донована, Э. Ротунно, А. Цветкова.
В 1940 г. вернулся в Эквадор, работал в министерстве иностранных дел, в 1941 г. получил степень доктора права в Центральном университете Эквадора. Затем советник посольств в Венесуэле и Колумбии. В 1944—1947 гг. советник-посланник посольства Эквадора в США, в 1945 г. входил в состав эквадорской делегации на Сан-Францисской конференции и на сессия Генеральной ассамблеи ООН в 1946 и 1947 гг. В мае-сентябре 1947 гг. и затем вновь в 1962—1963 гг. посол Эквадора в США.
В 1948—1952 и 1963—1964 гг. министр иностранных дел Эквадора.